# Економіка Мадагаскару
Мадагаскар — головним чином аграрна країна. Основні галузі промисловості: харчова, текстильна, взуттєва, цементна, паперова, нафтова, туризм. Транспорт: залізничний, автомобільний, морський. У країні 18 морських портів, найбільший — Туамасіна (понад 45 % вантажообігу). Антананаріву має міжнародне летовище.

## Історія

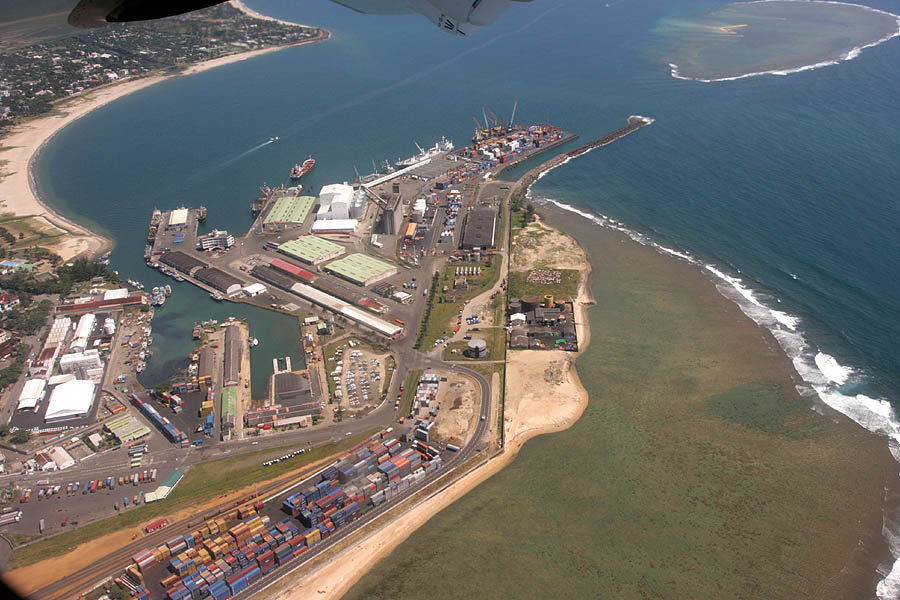
Порт Туамасіна (понад 45 % вантажообігу)

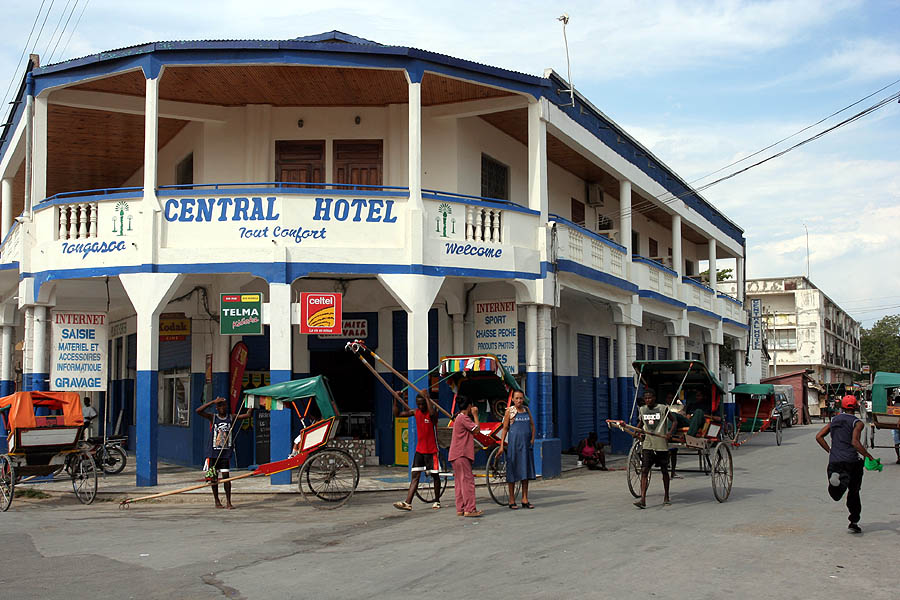
Туліара - місто на південному заході Мадагаскару

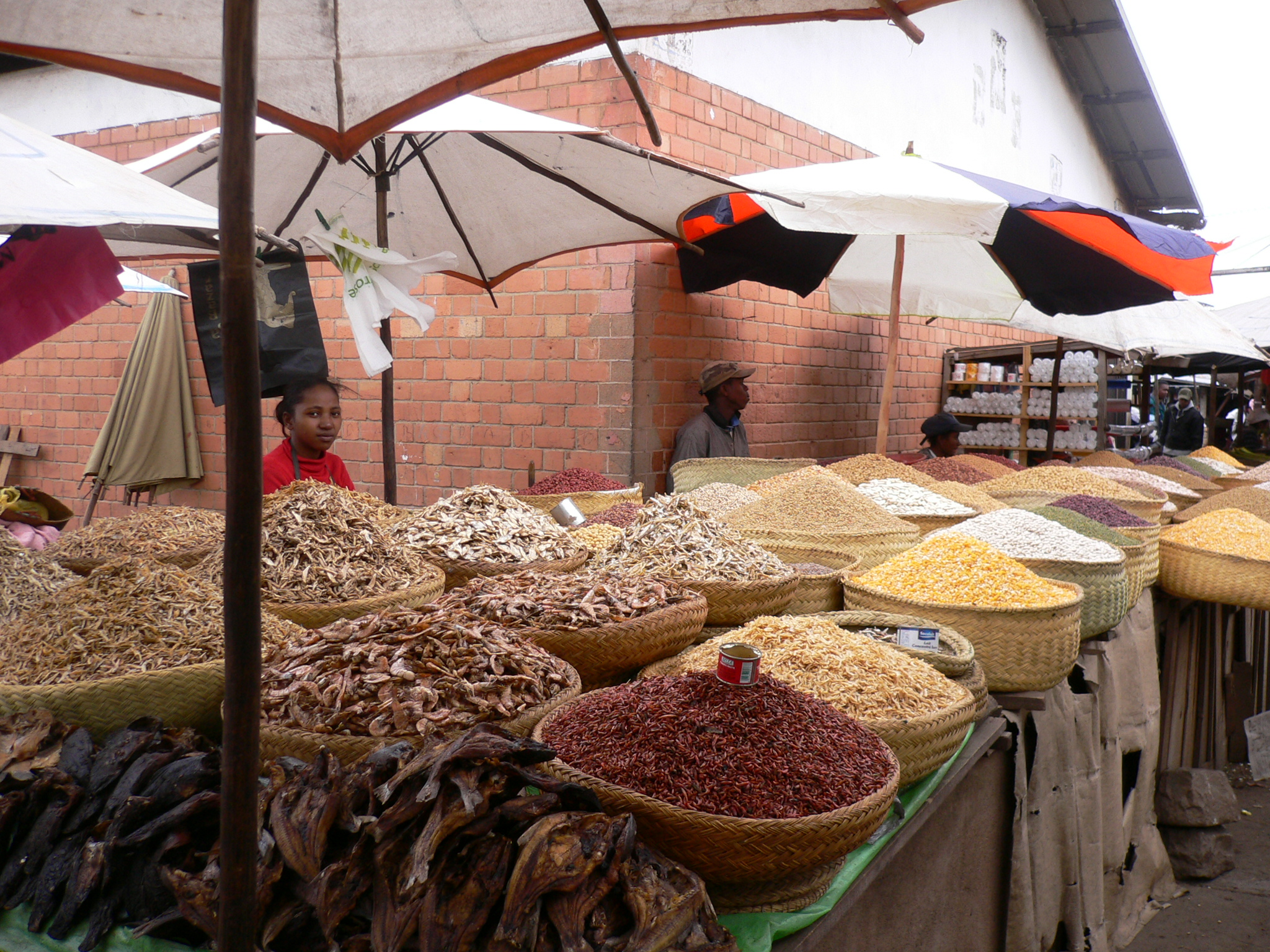
Мадагаскар. Ринок.

За показником ВВП на душу населення Мадагаскар відносять до числа найбідніших країн світу. Економічний розвиток цієї держави характеризувався скромними темпами зростання протягом першого десятиріччя незалежного розвитку (1960–1970), за яким пішли застій і розвал господарства. Економіка, зростання якої припинилося до 1975, була зруйнована внаслідок введення урядом соціалістичних методів господарювання. Була здійснена націоналізація великих іноземних підприємств і введений державний контроль над виробництвом, що привело до скорочення обсягів імпорту, обмеження операцій з іноземною валютою і державного регулювання цін і прибутків, різкого падіння виробництва, що продовжувалося до 1985. Потім протягом декількох років проводилася політика економічної лібералізації, внаслідок чого настала стабілізація і навіть сталося пожвавлення економіки. У 1991 повсюдні страйки і бездіяльність влади більш ніж на рік припинили економічний розвиток. Політичне безладдя відстрочили прийняття важливих урядових ініціатив, проведення переговорів з МВФ, Всесвітнім банком, урядами іноземних держав і приватними інвесторами та отримання економічної допомоги. Зусилля по економічному відродженню країни стримувалися також через падіння цін і загострення конкуренції на світових ринках кави і ванілі, зростання корупції і руйнування інфраструктури, що продовжувалося. Тільки в кінці 1990-х років МВФ і Всесвітній банк надали Мадагаскару фінансову допомогу.
За даними [Index of Economic Freedom, The Heritage Foundation, U.S.A., 2001]: ВВП — $ 3,4 млрд. Темп зростання ВВП — 3,9 %. ВВП на душу населення — $ 238. Прямі закордонні інвестиції — $ 21 млн. Імпорт — $ 1,1 млрд (г.ч. Франція — 39,4 %; Гонконґ — 5,5; Японія — 4,7 %; Китай — 4,4 %; Сінгапур — 4 %). Експорт — $ 652,2 млн (г.ч. Франція — 39,5 %; США — 9,4 %; Німеччина — 8,3 %; Японія — 5,7 %; Велика Британія — 5,5 %). На частку кави, ванілі в кінці ХХ ст. припадає бл. 70 % експорту. У імпорті переважають машини і обладнання (35 %), нафта і нафтопродукти (20 %).

## Сільське господарство
Сільське господарство, включаючи рибальство і лісову промисловість, становить на межі ХХ-XXI ст. основу економіки Мадагаскару. Воно забезпечує майже 40 % ВВП і 70 % всіх експортних надходжень. Площа земель, що обробляються бл. 5 % території країни, з них половину займають посіви рису — основи харчового раціону малагасійців (за споживанням рису на душу населення країна займає 1-е місце у світі). Важливу роль відіграє виробництво експортних культур (1995, тис. т): кава (80), ваніль (2,8), гвоздика (7), сизаль (20), цукрова тростина (2000), тютюн (4). За експортом ванілі Мадагаскар втримує 1-е місце у світі. Основні споживчі культури — рис (збір 2,6 млн т в 1995), маніок (2,3 млн т), кукурудза (180 тис. т), арахіс (30 тис. т), а також ямс, батат, сорго, олійний, банани. Розвинене пасовищне тваринництво. У прибережних водах добувають рибу і інші морепродукти.

## Промисловість
Промисловість Мадагаскару слабко розвинена. У 1995 частка промислового виробництва становила 13 % ВВП. Переважають дрібні і середні підприємства, де зайнято 70 % промислових робітників.
Видобувається ряд мінералів. Обробна промисловість представлена підприємствами з переробки сільськогосподарської сировини: бавовняними, взуттєвими, харчовими, тютюновими. Крім того, є скляні, цементні і паперові комбінати, нафтопереробний завод і підприємство по збиранню автомобілів. Щорічно виробляється 430 млн кВт·год електроенергії на невеликих ТЕС і ГЕС.